# Думонт (Айова)
Думонт (англ. Dumont) — місто (англ. city) в США, в окрузі Батлер штату Айова. Населення — 634 особи (2020).

## Географія
Думонт розташований за координатами 42°45′8″ пн. ш. 92°58′25″ зх. д. / 42.75222° пн. ш. 92.97361° зх. д. (42.752193, -92.973508).  За даними Бюро перепису населення США в 2010 році місто мало площу 4,55 км², уся площа — суходіл.

## Демографія
Згідно з переписом 2010 року, у місті мешкало 637 осіб у 281 домогосподарстві у складі 165 родин. Густота населення становила 140 осіб/км².  Було 312 помешкання (69/км²).
Расовий склад населення:
| - 98,7 % — білих - 0,2 % — чорних або афроамериканців |

До двох чи більше рас належало 0,3 %. Частка іспаномовних становила 3,3 % від усіх жителів.
За віковим діапазоном населення розподілялося таким чином: 20,4 % — особи молодші 18 років, 52,6 % — особи у віці 18—64 років, 27,0 % — особи у віці 65 років та старші. Медіана віку мешканця становила 49,5 року. На 100 осіб жіночої статі у місті припадало 77,9 чоловіків;  на 100 жінок у віці від 18 років та старших — 80,4 чоловіків також старших 18 років.
Середній дохід на одне домашнє господарство  становив 55 438 доларів США (медіана — 47 917), а середній дохід на одну сім'ю — 59 088 доларів (медіана — 56 458). Медіана доходів становила 41 691 долар для чоловіків та 30 625 доларів для жінок. За межею бідності перебувало 20,2 % осіб, у тому числі 32,4 % дітей у віці до 18 років та 10,3 % осіб у віці 65 років та старших.
Цивільне працевлаштоване населення становило 316 осіб. Основні галузі зайнятості: освіта, охорона здоров'я та соціальна допомога — 27,5 %, виробництво — 21,5 %, будівництво — 8,2 %, фінанси, страхування та нерухомість — 7,3 %.